# Vitesse Arnheim
Stichting Betaald Voetbal Vitesse (SBV Vitesse), allgemein bekannt als Vitesse, und im deutschen Sprachraum Vitesse Arnheim, ist ein niederländischer Fußballverein aus Arnhem (deutsch Arnheim). Das Wort Vitesse ist französisch für Schnelligkeit.

## Allgemeines
Zwischen 1894 und 1900 spielte Vitesse in blau-weißen Trikots. Diese Farben waren und sind die der Stadt Arnheim. Am 27. August 1900 beschloss der damalige Vorstand, die Klubkleidung zu ändern, und führte die Farben schwarz und gelb ein. Die aktuellen Vereinsfarben sind: schwarz-gelb längs gestreifte Hemden, weiße Hosen.

## Geschichte

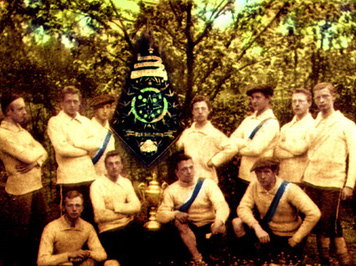
Vitesses erste Mannschaft im Jahr 1896

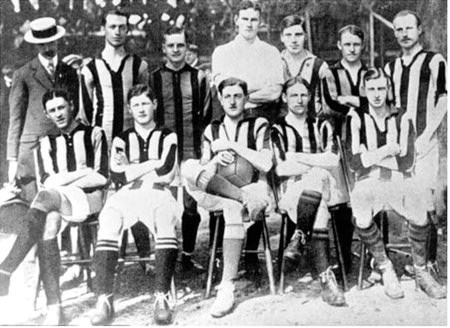
Vitesses erste Mannschaft im Jahr 1913

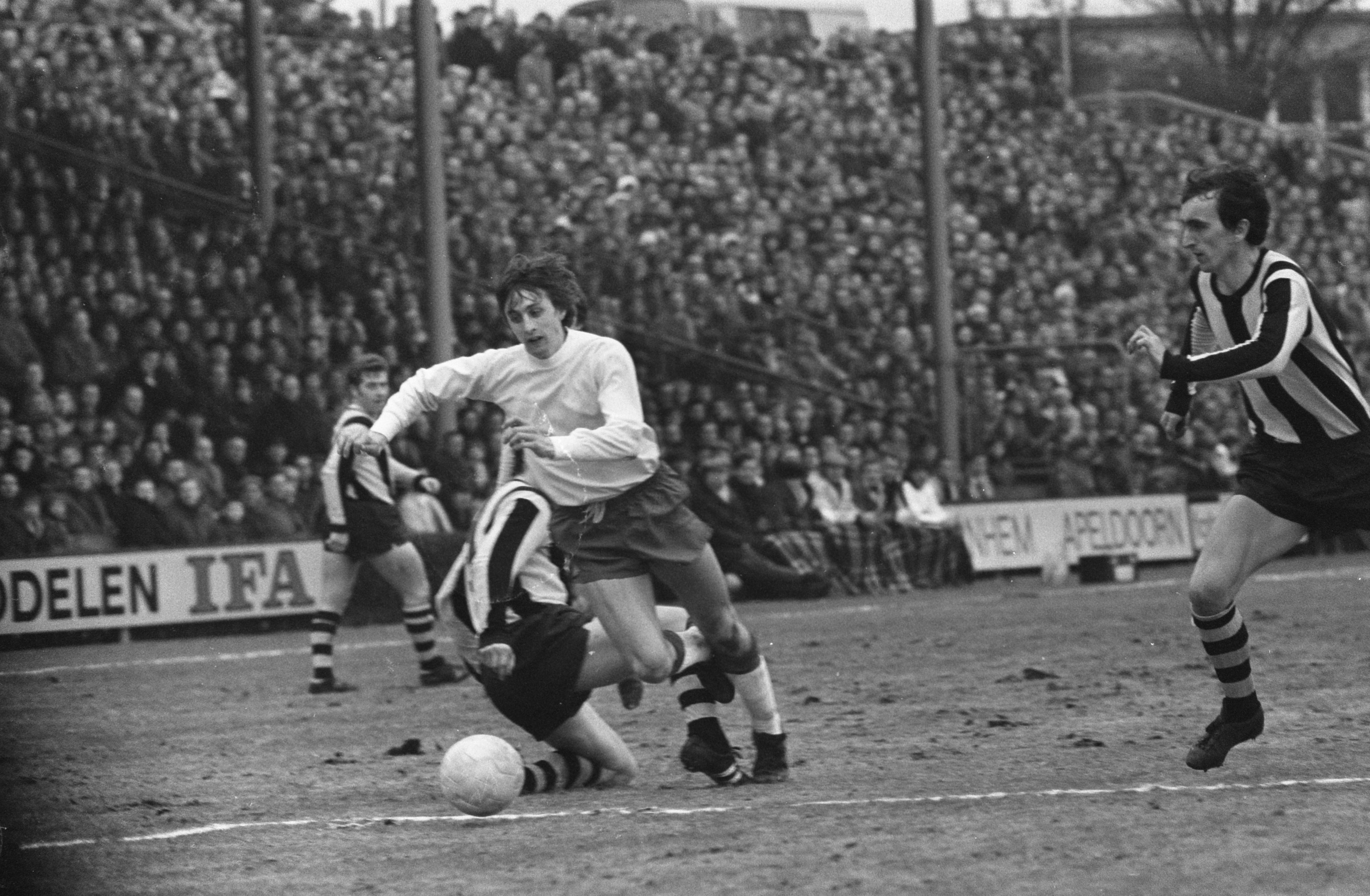
Gegen AFC Ajax im niederländischen Cup-Spiel von 1970

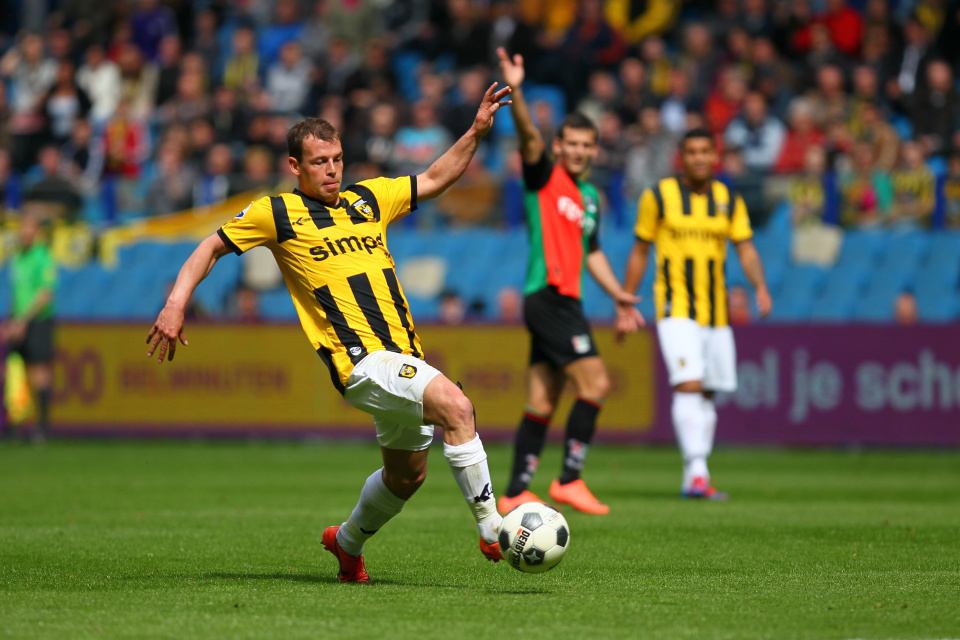
Vitesse im Jahr 2008

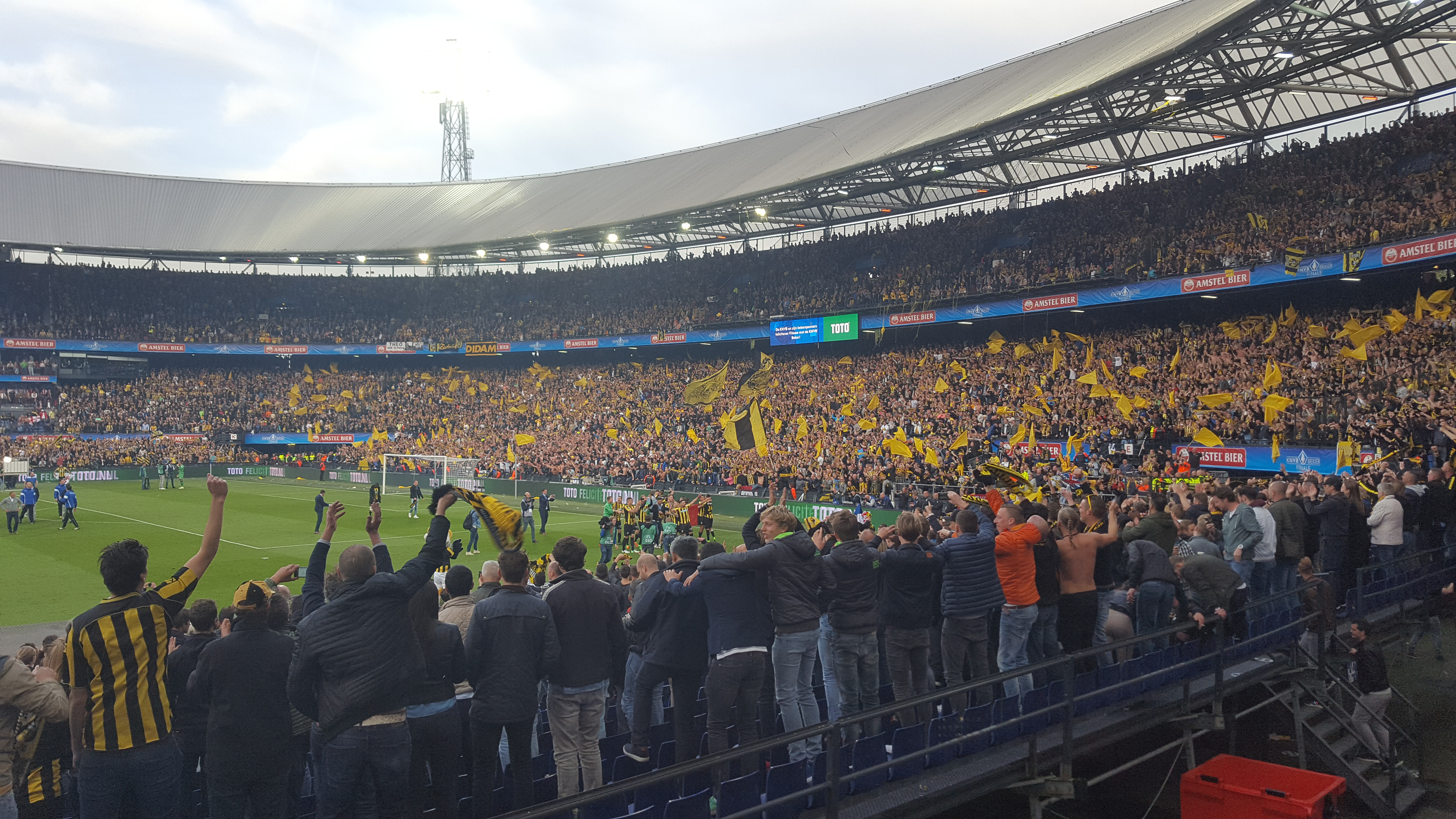
Niederländisches Cup-Finale im Jahr 2017

### 1892–1922: Große Erfolge nach der Gründung und Abstieg
Der Verein wurde am 14. Mai 1892 gegründet. Zu diesem Zeitpunkt gab es noch keine Fußballabteilung. Erst am 10. September 1892 entschloss sich der Vorstand dazu, neben Cricket auch Fußball spielen zu wollen. In den ersten beiden Jahren trug Vitesse nur Freundschaftsspiele aus. 1894 begab man sich schließlich unter die Aufsicht des 1889 gegründeten Fußballverbandes NVB. Bereits 1895 und 1896 konnte das Team den Gelderse Competitive gewinnen, wurde darauf höherklassig und spielte fortan in der Eerste Klasse Oost. 1897, 1898, 1903, 1913, 1914 und 1915 wurde der Verein Meister in dieser Klasse. Hinzu kommen sechs Vizemeistertitel. Spieler wie Willem Hesselink und Just Göbel wurden die ersten Nationalspieler des Vereins. Nach 1915 kam es zum starken Leistungsabfall. Immer wieder, abgesehen von Platz vier in der Saison 1920/21, spielte man gegen den Abstieg. Am 30. Juni 1920 stand dann der Gang in die Zweitklassigkeit fest.

### 1922–1953: Wechselhafte Erfolge
Nach dem Abstieg wollte der Verein so schnell wie nur möglich wieder ins niederländische Oberhaus. Die Staffel B der zweiten Liga wurde gleich im ersten Jahr gewonnen, und auch gegen den Sieger der Staffel A Rigtersbleek setzte sich Arnheim durch. Unter Neutrainer Robert William Jefferson, einem Engländer erreichte man in den Jahren nach dem Comeback immer wieder die Top fünf der Liga. 1935 reichte es nur zu Platz 10 in der Liga, was den erneuten Abstieg bedeutete. Unter dem Deutschen Heinrich Schwarz etablierte sich der Verein wieder und griff zum erneuten Comeback an. Doch es sollte bis 1946 dauern, ehe eine Rückkehr möglich war. Bis dahin erreichte man viermal den zweiten Platz und zweimal den ersten Platz in der Staffel, scheiterte dann aber in den Aufstiegsspielen. Die Freude dauerte nur zwei Spielzeiten an, und Vitesse zog es wieder in die Zweitklassigkeit. Zwar verpasste man den sofortigen Wiederaufstieg, dieser Erfolg wurde aber im Jahr darauf erreicht. Mit Spielern wie Sjaak Alberts und Wim Hendriks, die später auch Berufungen in die Nationalmannschaft erhielten, kam die Kontinuierlichkeit zurück. 1952/53 gelang dann der große Triumph. Arnheim ließ alle Ligakonkurrenten hinter sich und sicherte sich die Meisterschaft. Im Jahr darauf reichte es aber wieder nur zu Platz sechs.

### 1954–1984: Einführung des Profifußballs
1954 führte der KNVB eine neue Profiliga ein. Einige Arnheim-Spieler zog es in diese, andere ins Ausland. Durch das Abwandern der Spieler sank das Niveau der Liga sehr schnell. Aus diesem Grund beschloss der Vitesse-Vorstand am 27. August 1954, dem niederländischen Profifußball beizutreten. Dieser Schritt war sportlich und finanziell mit großen Schwierigkeiten verbunden. Nach Einführung der Eredivisie und Eerste Divisie am 2. September 1956 wurde dieser Schritt endgültig besiegelt. In der Eerste Divisie spielte man gut mit, zeigte aber auch unbeständige Auftritte, so dass der Klub 1962 in die Tweede Divisie absteigen musste. 1966 folgte der Wiederaufstieg, nachdem bereits 1964 der Österreicher Joseph Gruber das Team zum zweiten Mal übernahm. Als der Verein 1971 Dritter in der zweiten Liga wurde, machten es glückliche Umstände möglich, erstmals in die Eredivisie aufzusteigen. Nach Platz 18 nach Ablauf der Saison 1971/72 stieg Vitesse allerdings wieder ab. Insgesamt wurden nur 17 Punkte geholt, zu wenig für den Klassenerhalt. 1977 gewann man die Eerste Divisie und kehrte in die höchste Spielklasse der Niederlande zurück. Zweimal in Folge wurde der Klassenerhalt geschafft, 1980 mit Platz 17 verpasst.

### 1984–2002: Schwere Zweitligazeiten und Etablierung in der Eredivisie
Unter den neuen Vorsitzenden des Vereins Karel Aalbers wurde der Profi- und Amateurbereich 1984 getrennt. 1984/85 gab es schwere finanzielle Einschnitte in den Klub. Mit diesen folgten die sportlichen Probleme. In der zweiten Liga war man in den Folgejahren nur Mittelmaß und hatte Glück, 1985 nicht abzusteigen. Unter Trainer Bert Jacobs fand man zu alter Stärke zurück und konnte 1989 die Eerste Divisie erneut gewinnen. Gleich im ersten Jahr darauf wurde man Vierter, das beste Ligaergebnis in der Geschichte seit Bestehen der Eredivisie. Damit qualifizierte man sich erstmals für den UEFA-Pokal. Im gleichen Jahr scheiterte man im Finale um den KNVB-Pokal an PSV Eindhoven. Bis 2001/02 war man fortan immer unter den ersten sechs der Liga. Das beste Ergebnis gab es 1997/98, als der dritte Platz erreicht wurde. Mit Nikos Machlas hatte man in diesem Jahr den erfolgreichsten Torschützen der Eredivisie in den eigenen Reihen. In dieser Zeit wurde Arnheim von Trainern wie Herbert Neumann, Leo Beenhakker, Artur Jorge und Ronald Koeman betreut. Diese guten Jahre sollten jedoch mit einem Betrugsverdacht vom 15. Februar 2000 auf Präsidenten Aalbers abrupt abbrechen. In der UEFA-Pokal-Saison 2002/03 gab es zum ersten Mal eine Auseinandersetzung mit einem deutschen Vertreter. In der zweiten Runde des Wettbewerbs konnte man Werder Bremen durch ein 2:1 und 3:3 bezwingen und zog in die nächste Runde, wo gegen den FC Liverpool Ende war.

### 2003–2018: Mittelmaß, internes Chaos und Übernahme
Im Fall um Präsident Aalbers wurden immer neue Erkenntnisse aufgedeckt. So soll er an Ungereimtheiten um den Stadionneubau und Transfers beteiligt gewesen sein. Dank der Hilfe durch die Stadt Arnheim und die Provinz Gelderland konnte der drohende Konkurs abgewendet werden.
2003 und 2004 rettete man sich, sportlich gesehen, knapp vor dem Abstieg, der aus dem internen Chaos resultierte. Anschließend beruhigte sich die Lage wieder, bis 2008 neue finanzielle Probleme auf den Verein zukamen. Dabei ging es um Schulden in Höhe von über 27 Millionen Euro. Schließlich half die Stadt erneut, und Gläubiger konnten besänftigt werden. Während dieser Zeit wurde dem Verein von Medien und Presse der Beiname FC Hollywood aan de Rijn (deutsch: FC Hollywood am Rhein) gegeben, der auf die Medienpräsenz des Klubs anspielt. Mit Beginn der Spielzeit 2008/09 wollte man sich von diesem Image wieder lösen. Aad de Mos wurde als Trainer von dem eher unbekannten und unauffälligeren Hans Westerhof abgelöst. Doch dieser konnte bis zur Winterpause nur fünfzehn Punkte holen, und der Klub fand sich im Tabellenkeller. Der ehemalige Spieler Theo Bos übernahm Westerhofs Amt und führte die Mannschaft bis zum Saisonende ins sichere Mittelfeld der Eredivisie. Mit Bos ging der Klubvorstand auch in die Folgesaison. Dort wurde nur der vierzehnte Platz belegt, der Klassenerhalt aber mit sechs Punkten Vorsprung auf den ersten Abstiegsplatz gesichert. Mit Start der neuen Saison 2010/11 hatte der georgische Investor Merab Jordania den Klub übernommen. Zu diesem Zeitpunkt hatte Vitesse sechs Millionen Euro Schulden. Jordania kündigte an, diese zu begleichen, Gelder zu investieren und den Klub zu einem niederländischen Spitzenverein zu formen, der um die Meisterschaft konkurrieren kann. Mit dieser Übernahme ist Vitesse der erste niederländische Klub, der einem ausländischen Geldgeber gehört. Der Kader wurde daraufhin umgekrempelt. Zehn Spieler verließen den Verein bereits im Sommer, weitere sechs folgten im Winter. Demgegenüber standen vierzehn Neuverpflichtungen zwischen Juni und September sowie vier Zugänge im Januar 2011. Von den Transfers etablierten sich vor allem Ismaïl Aissati, Guram Kaschia, Nemanja Matić und Frank van der Struijk sowie der Wintereinkauf Marcus Pedersen, dem in sechzehn Partien fünf Treffer gelangen, wobei er zusammen mit Marco van Ginkel bester Angreifer der Arnheimer wurde. Zum Abschluss der Spielzeit fand sich der Klub im Tabellenkeller wieder. Punktgleich mit Excelsior Rotterdam belegte die Mannschaft auf Grund des besseren Torverhältnisses Platz 15 und musste somit nicht in die Relegationsphase, um den drohenden Abstieg zu vermeiden. Während der gesamten Saison 2010/11 wurde die Mannschaft von drei Trainern betreut. Nachdem Theo Bos bereits im Oktober 2010 den Klub verlassen hatte, schied sein Nachfolger Hans van Arum schon im November 2010 wieder aus dem Amt und wurde durch den Spanier Albert Ferrer ersetzt. Der bis zum 30. Juni 2011 befristete Vertrag Ferrers wurde jedoch nicht verlängert. Im Mai 2011 kündigte der Investor an, das Budget des Klubs bis 2016 auf eine Summe von 50 Millionen Euro zu bringen, um wirtschaftlich und sportlich zu den niederländischen Top-Teams aufzuschließen. Am 23. Oktober 2013 verkaufte Merab Jordania seine Anteile an die ukrainische Holzpellets-Firma ST Group. Der Geschäftsführer der ST Group Alexander Tschigirinski übernahm damit die Leitung des Vereins, als Nachfolger von Jordania.

### 2018–2024: Erneute Verkäufe, Punktabzug und Abstieg
Auf den Trainer Thomas Letsch, der von Juli 2020 bis September 2022 bei Vitesse Arnheim tätig war, folgte Phillip Cocu. Unter ihm schloss der Verein die Saison 2022/23 auf dem 10. Platz ab. Am 11. November 2023 trat Cocu von seinem Posten zurück. Seine Nachfolge trat am 20. November Edward Sturing an.
Im Jahr 2018 erwarb Valeri Oyf, der seit 2016 Teil des Aufsichtsrats war, die Mehrheit der Anteile am Erstligisten Vitesse Arnheim. Im März 2022 kündigte er an, die Anteile zum Verkauf zu stellen. Medienberichten zufolge soll dies im Zusammenhang mit dem Krieg in der Ukraine erfolgt sein. Als neuer Eigentümer wurde das US-amerikanische Investmentunternehmen The Common Group von Coley Parry vorgestellt. Das Unternehmen ist bereits Eigentümer des englischen Vereins Leyton Orient und des belgischen Clubs Patro Maasmechelen.
Die Übernahme scheiterte im Februar 2024 an der verweigerten Genehmigung durch den niederländischen Fußballverband KNVB. Als Begründung gab der Verband an, dass das Lizenzkomittee der Meinung sei, The Common Group habe keinen Nachweis über das benötigte Kapital geliefert und nicht klar nachweisen können, dass es Investoren gäbe sowie woher das Kapital des Unternehmens stamme. Zusätzlich erging eine Strafe von 100.000 € an den Verein, da er die Beendigung einer Geschäftsbeziehung mit einer Bank nicht an das Komitee gemeldet hatte. Vitesse Arnheim prüfte daraufhin einen Einspruch sowie eine Minderheitsbeteiligung in Höhe von 24,9 % als Alternative. Nach weiteren Medienberichten, die mögliche finanzielle Verbindungen zwischen Vitesse Arnheim und Roman Abramowitsch nahelegten, sah der KNVB Anzeichen dafür, dass Sanktionen umgangen worden sein könnten. Vitesse räumte ein, einen Gegenbeweis nicht erbracht zu haben und fehlerhafte Finanzdaten an den Verband gemeldet sowie sich falsch gegenüber dem Ministerium für Wirtschaft und Klima verhalten zu haben. Auf Grundlage dieser wiederholten Lizenzverstöße belegte der KNVB Vitesse Arnheim mit einem Punktabzug von 18 Punkten, was mit einem Punktestand von −1 bei vier verbleibenden Spielen den sicheren Abstieg nach 35 Jahren Eredivisie bedeutete. In den verbleibenden vier Spielen sicherte sich Vitesse mit zwei Siegen und einem Unentschieden noch 7 Punkte und beendete die Saison 2023/24 mit 6 Punkten auf dem 18. Platz. Ohne den Punktabzug wäre man mit 24 Punkten 17. geworden und somit ebenfalls zur Saison 2024/25 in die Eerste Divisie abgestiegen.
Während der Eerste Divisie-Saison 2024–25 erhielt Vitesse weitere 39 Punkte Abzug, was zu ihrem letzten Platz beitrug. In der Folgezeit leitete der KNVB im Juni 2025 ein Verfahren zum Entzug der Profilizenz des Vereins ein und verwies auf ungelöste finanzielle Unregelmäßigkeiten im Zusammenhang mit dem Investor Coley Parry.
Eine Reaktion darauf erfolgte in Form einer geplanten Übernahme durch niederländische Regionalinvestoren im Rahmen des „Plan Sterkhouders“ unter Vorsitz von Michel Shaay mit dem Ziel, die finanzielle Stabilität des Vereins wiederherzustellen. Am 21. Juni 2025 erzielten die regionalen Investoren und ausländischen Eigentümer eine Vereinbarung, die der Zustimmung des KNVB bedarf. Sollte sie ratifiziert werden, würde dies Vitesse zum ersten Mal seit 2010 wieder in niederländischem Besitz befördern. Am selben Tag wurde Rüdiger Rehm zum neuen Manager des Vereins ernannt.
Der Verein legte einen vorläufigen Haushaltsentwurf für den 16. Juni vor und hatte bis zum 3. Juli Zeit, diesen zu ergänzen. Am 31. Juli 2025 verlor der Verein seine Profifußballlizenz und ist daher kein Profiverein mehr. Vor Gericht wurde ohne Erfolg versucht, Einspruch gegen die Lizenzentziehung einzulegen.

## Wissenswertes
- Beste Platzierung: 1997/98 (3. Platz)
- Längste Siegesserie: 8. Januar 1967 bis 17. September 1967 (Eerste Divisie)
- Erfolgreichster Torschütze für den Verein: Jan Dommering (155)
- Meisten Tore in einer Saison: Nikos Machlas (34 Tore in der Eredivisie, 1997/98)
- Meisten Tore in einem Spiel: Nico Westdijk (9 Tore am 19. Oktober 1941 gegen De Treffers in der Tweede Klasse C Oost)
- Meisten Hattrick für den Verein: Jan Dommering (12 Stück)
- Schnellstes Tor für den Verein: Purrel Fränkel (19 Sekunden am 3. Oktober 2003 gegen FC Twente, Eredivisie)
- Meist erzielte Tore pro Saison in der Eredivisie: 85 (Eredivisie, 1997/98)
- Wenigsten Gegentore pro Saison in der Eredivisie: 22 (Eredivisie, 1971/72)

Anfang Januar 2014 wurde dem Spieler Dan Mori 24 Stunden vor der Abreise in das Trainingslager nach Abu Dhabi (Vereinigte Arabische Emirate) das Visum verweigert, da er israelischer Staatsbürger ist. Die Entscheidung der Mannschaft, trotzdem zu fliegen, wurde in den Niederlanden und von deutschen Beobachtern kritisiert.

## Sponsoren und Ausstatter

### Bisherige Trikotsponsoren
- 1993–1994: Spaarenergie (Energieversorger)
- 1994–2000: Nuon[34] (Energieversorger)
- 2000–2001: Atag (Hersteller von Heizungsanlagen)
- 2001–2002: ohne Sponsor
- 2002: Hubo & Big Boss (Handelsketten)
- 2002–2003: Bavaria Malt & SBS 6 (Brauerei, privater Fernsehsender)
- 2003–2004: Sunweb (Reiseveranstalter)
- 2004–2009: AFAB (Finanzdienstleister)
- 2010–2011 (1): Zuka.nl (Internetsuchmaschine für Immobilien)
- 2010–2011 (2): Spieren voor Spieren (gemeinnützige Stiftung)
- 2011–2012: Simpel.nl (Mobilfunkanbieter)
- 2012–2013: ohne Sponsor
- 2013–2014: YouFone (Mobilfunkanbieter)
- 2014–2017: Truphone (Mobilfunkanbieter)
- 2017–2018: Swoop (Anbieter von gebrauchten Telefonen)
- 2018–2019: Droomparken (Ferienparks)
- 2019–2020: Koninklijke Burgers Zoo & Nederlands Openlucht museum (Zoo und Freilichtmuseum)
- 2020–2021: Waterontharder.com (Hersteller von Wasserenthärtern)
- 2021–2023: eToro (Social-Investment-Plattform)
- 2023–2025: Betcity (Online-Glücksspielplattform)

### Bisherige Bekleidungsausstatter
- 1993–1997: Umbro
- 1997–1999: Lotto
- 1999–2005: Uhlsport[35]
- 2005–2006: Quick
- 2006–2009: Legea
- 2009–2012: Klupp
- 2012–2014: Nike
- 2014–2019: Macron
- 2019–2023: Nike
- seit Juli 2023: Robey

## Stadion
| Stadion             | Zeitraum      | Kapazität                               |
| ------------------- | ------------- | --------------------------------------- |
| Paasweide           | 1894 bis 1896 | -                                       |
| Klarenbeek          | 1896 bis 1915 | 10.000                                  |
| Monnikenhuize       | 1915 bis 1950 | 7.500                                   |
| Nieuw Monnikenhuize | 1950 bis 1998 | zwischen 12.000 und 18.000              |
| GelreDome           | seit 1998     | 25.500 (21.248 bei Spielen von Vitesse) |

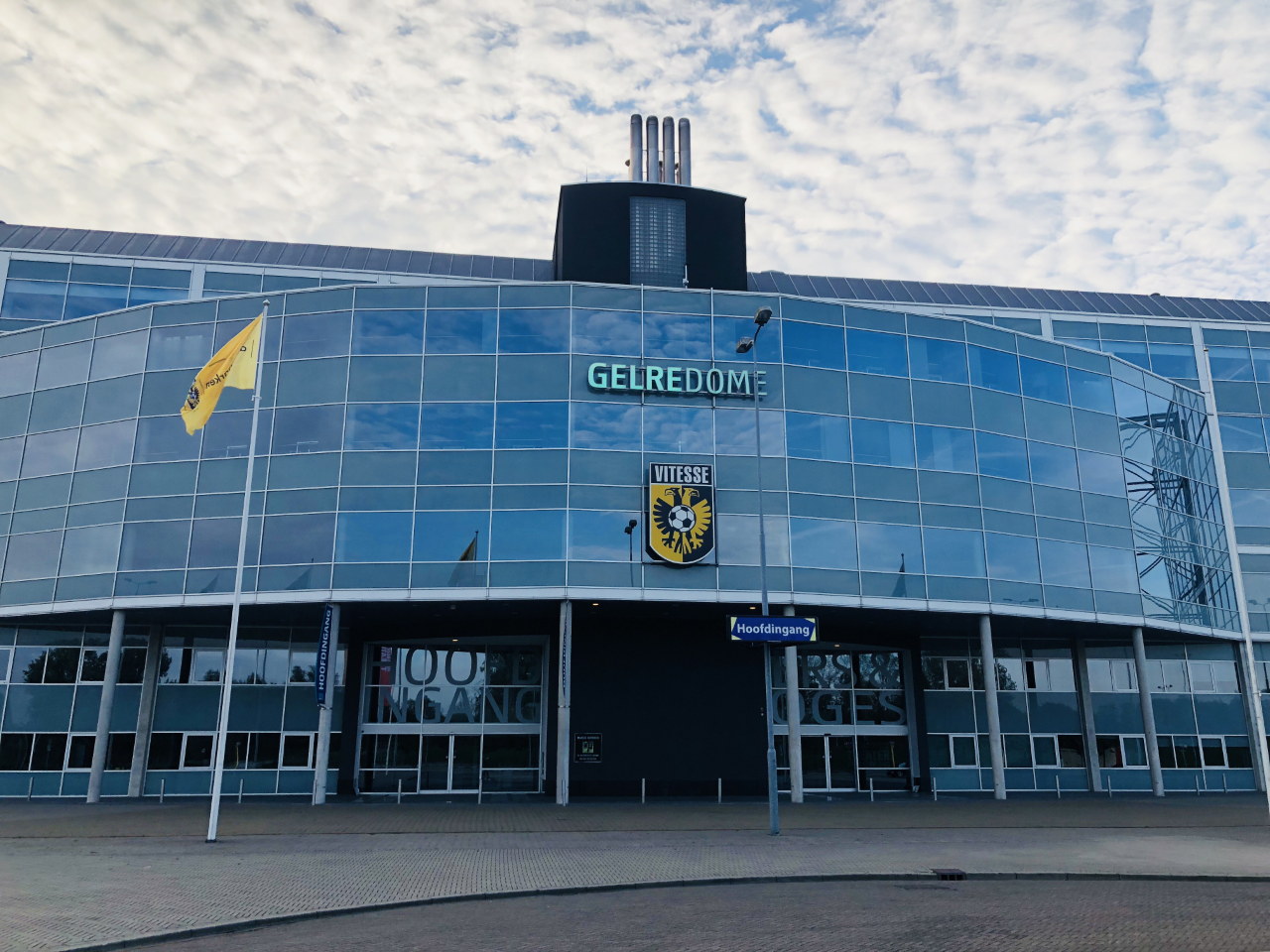
Die aktuelle Heimstätte von Vitesse: GelreDome

Vitesse spielte lange auf dem nach einem ehemaligen Kloster benannten, nordöstlich der Innenstadt gelegenen Sportplatz „Monnikenhuize“.
Seit 1998 verfügt der Verein, der damals Dritter in der Ehrendivision wurde, in den Neubauvierteln am Südufer des Rheins über das Stadion GelreDome. Dieses moderne Stadion, dessen Dach bei schlechtem Wetter geschlossen werden kann, wurde auch für die Fußball-Europameisterschaft 2000 genutzt. Es fasst zu Fußballspielen 25.500 Zuschauer und ist das viertgrößte der Niederlande. Bei Spielen von Vitesse wird das Platzangebot ab der Saison 2016/17 auf 21.248 reduziert. Von der UEFA wurde es in die Stadionkategorie 4 eingestuft, was bedeutet, dass es auch als Endspielort für europäische Wettbewerbe geeignet ist. Bei Bedarf kann der Rasenplatz vom Inneren des Stadions ins Freie geschoben werden, um ihm optimale Pflege zukommen zu lassen. 49 sogenannte Skyboxen mit je zwölf Plätzen bieten besten Komfort. Innerhalb des Stadions kann man sich im Haus der Geschichte über die Klubhistorie informieren.
Am 25. März 1998 wurde nach einer großen Eröffnungsfeier mit dem Ligaspiel gegen NAC Breda (4:1) das neue Stadion eingeweiht. Der Serbe Dejan Curović war nach vier Minuten und 45 Sekunden erster Torschütze, der einen Treffer in dieser Wettkampfstätte markieren konnte. Mit durchschnittlich 26.007 waren es 2000/01 die meisten Zuschauer, die Spiele von Vitesse besuchten.

## Erfolge
- Niederländischer Pokalsieger: 2017
- Niederländischer Pokalfinalist: 1912, 1927, 1990, 2021
- Niederländische Supercupfinalist: 2017
- Gewinn der Eerste Klasse Oost: 1897, 1898, 1903, 1913, 1914, 1915, 1953
- Gewinn der Tweede Klasse Oost: 1923, 1941, 1944, 1946, 1950
- Gewinn der Eerste Divisie: 1977, 1989
- Gewinn der Tweede Divisie: 1966

## Personalien

### Aktueller Kader 2024/25
Stand: 29. Dezember 2024
| Nr.        | Nat.         | Name                   | Geburtstag         | im Verein seit |     |     |
| Tor        | Tor          | Tor                    | Tor                | Tor            | Tor | Tor |
| ---------- | ------------ | ---------------------- | ------------------ | -------------- | --- | --- |
| 12         | Niederlande  | Sil Milder             | 6. Februar 1989    | 2023           |     |     |
| 16         | Niederlande  | Tom Bramel             | 24. Juli 2005      | 2023           |     |     |
| 23         | Niederlande  | Mikki van Sas          | 29. Februar 2004   |                |     |     |
| 30         | Niederlande  | Sep van der Heijden    | 29. August 2004    |                |     |     |
| Abwehr     |              |                        |                    |                |     |     |
| 02         | Niederlande  | Mees Kreekels          | 1. November 2002   | 2025           |     |     |
| 03         | Niederlande  | Giovanni van Zwam      | 2. Januar 2004     | 2023           |     |     |
| 05         | Niederlande  | Justin Bakker          | 3. März 1998       |                |     |     |
| 06         | Niederlande  | Loek Postma            | 5. März 2003       |                |     |     |
| 08         | Niederlande  | Enzo Cornelisse        | 29. Juni 2002      | 2020           |     |     |
| 22         | Niederlande  | Mats Egbring           | 17. September 2006 | 2023           |     |     |
| 24         | Niederlande  | Roan van der Plaat     | 10. Januar 2003    |                |     |     |
| 28         | Niederlande  | Alexander Büttner      | 11. Februar 1998   |                |     |     |
| 31         | Niederlande  | Xiamaro Thenu          | 22. Oktober 2004   |                |     |     |
| 38         | Niederlande  | Jordy de Beer          | 1. März 2004       |                |     |     |
| 55         | Niederlande  | Marcus Steffen         | 1. Februar 2003    |                |     |     |
| Mittelfeld |              |                        |                    |                |     |     |
| 10         | Niederlande  | Miliano Jonathans      | 5. April 2004      | 2022           |     |     |
| 18         | Niederlande  | Jim Koller             | 31. März 2007      |                |     |     |
| 20         | Georgien     | Irakli Yegoian         | 4. Juli 1999       | 2020           |     |     |
| 21         | Niederlande  | Mathijs Tielemans      | 26. April 2002     | 2023           |     |     |
| 25         | Niederlande  | Adam Tahaui            | 21. Juli 2005      |                |     |     |
| 26         | Niederlande  | Giovanni Büttner       | 22. September 1998 |                |     |     |
| 29         | Sudafrika    | Michael Dokunmu        | 9. April 2006      |                |     |     |
| 34         | Niederlande  | Anass Zarrouk          | 18. Juli 2006      |                |     |     |
| 35         | Niederlande  | Bas Huisman            | 9. Mai 2005        |                |     |     |
| 37         | Griechenland | Angelos Tsingaras      | 24. Juli 1999      |                |     |     |
| 59         | Curaçao      | Naygiro Sambo          | 21. Januar 2004    | 2022           |     |     |
| Sturm      |              |                        |                    |                |     |     |
|            | Niederlande  | Ezra van der Heiden    | 21. November 2003  |                |     |     |
| 07         | Niederlande  | Gyan de Regt           | 10. Oktober 1998   | 2018           |     |     |
| 09         | Niederlande  | Simon van Duivenbooden | 11. Mai 2002       | 2021           |     |     |
| 11         | Niederlande  | Dillon Hoogewerf       | 27. Februar 2003   |                |     |     |
| 17         | Griechenland | Theodosis Macheras     | 9. Mai 2000        |                |     |     |
| 19         | Niederlande  | Andy Visser            | 22. September 2004 | 2023           |     |     |
| 36         | Niederlande  | Nino Zonneveld         | 6. Dezember 2005   |                |     |     |
| 98         | Kroatien     | Tomislav Gudelj        | 1. Mai 1998        |                |     |     |

### Bekannte Spieler
(Auswahl)
- Matthew Amoah
- Anthony Annan
- Phillip Cocu
- Wilfried Bony
- Mahamadou Diarra
- Giovanny Espinoza
- Marco van Ginkel
- Raimond van der Gouw
- Willem Hesselink
- Marc van Hintum
- Pierre van Hooijdonk
- Theo Janssen
- Tomáš Kalas
- Danko Lazović
- Nikos Machlas
- Roy Makaay
- Frans de Munck
- Riga Mustapha
- Milot Rashica
- Paolo Rink
- Stijn Schaars
- Dejan Stefanović
- Sander Westerveld
- Simon Cziommer
- Émile Mbamba
- Martin Ødegaard
- Mason Mount
- Thulani Serero
- Loïs Openda

### Vitesses Trainer
Vitesse Arnheim hatte zwischen 1914 und 2019 (Stand: August 2019) 54 Trainer in seiner Vereinsgeschichte. Nur wenige betreuten den Verein länger als zwei Jahre. Der Deutsche Heinrich Schwarz hält mit neun Jahren den Rekord als Trainer in Arnheim. Die bekanntesten Namen sind Ronald Koeman, Leo Beenhakker, Henk ten Cate, Fred Rutten, Aad de Mos, Peter Bosz, Artur Jorge und Leonid Sluzki. De Munck, Jan Zonnenberg, Edward Sturing und Clemens Westerhof sind bisher die einzigen Trainer, die den Verein mehr als einmal betreuten.
| Amtszeit  | Nat. / Trainer                            |
| --------- | ----------------------------------------- |
| 1914–1915 | Edgar Chadwick / John Willie Sutcliffe    |
| 1919–1920 | James McPherson                           |
| 1920–1922 | Charles Griffiths                         |
| 1922–1923 | Jan van Dort / Bram Evers                 |
| 1923–1924 | Jan van Dort                              |
| 1924–1927 | Robert William Jefferson                  |
| 1927–1936 | Heinrich Schwarz                          |
| 1936–1938 | Gerrit van Wijhe                          |
| 1938–1939 | Gerrit Horsten                            |
| 1939–1943 | Gerrit Horsten / Ben Tap                  |
| 1943–1944 | G. Horsten / J. Piederiet / J. Zonnenberg |
| 1945–1946 | Gerrit Horsten / J. Piederiet             |
| 1946–1947 | George Roper                              |
| 1947–1948 | Arie van der Wel                          |
| 1948–1954 | Jan Zonnenberg                            |
| 1954–1957 | Joseph Gruber                             |
| 1957–1960 | Louis Pastoors                            |
| 1960–1962 | Branco Vidovic                            |
| 1962–1964 | Jan Zonnenberg                            |
| 1964–1966 | Joseph Gruber                             |
| 1966–1969 | Frans de Munck                            |
| 1969–1972 | Cor Brom                                  |
| 1972–1974 | Frans de Munck                            |
| 1974–1975 | Ned Bulatovic (bis Sept. 1975)            |
| 1975–1976 | Jan de Bouter (bis Apr. 1976)             |
| 1976–1976 | Clemens Westerhof                         |
| 1976–1982 | Henk Wullems                              |
| 1982–1984 | Leen Looijen (bis Feb. 1984)              |
| 1984–1984 | Henk Hofstee                              |
| 1984–1985 | Clemens Westerhof                         |

| Amtszeit  | Nat. / Trainer                                   |
| --------- | ------------------------------------------------ |
| 1985–1986 | Janusz Kowalik / Henk Bosveld                    |
| 1986–1987 | Hans Dorjee / Niels Overweg                      |
| 1987      | Hans Dorjee (bis Juli 1987)                      |
| 1987      | Niels Overweg (bis Sept. 1987)                   |
| 1987–1992 | Bert Jacobs                                      |
| 1992–1995 | Herbert Neumann                                  |
| 1995–1995 | Ronald Spelbos (bis Nov. 1995)                   |
| 1995–1996 | Frans Thijssen                                   |
| 1996–1997 | Leo Beenhakker (bis Jan. 1997)                   |
| 1997–1998 | Henk ten Cate                                    |
| 1998–1998 | Artur Jorge (bis Okt. 1998)                      |
| 1998–1999 | Herbert Neumann (Fußballspieler) (bis Okt. 1999) |
| 1999–2000 | E. Sturing / J. Jongbloed (bis Jan. 2000)        |
| 2000–2001 | Ronald Koeman (bis Dez. 2001)                    |
| 2001–2002 | Edward Sturing                                   |
| 2002–2003 | Mike Snoei (bis März 2003)                       |
| 2003–2006 | Edward Sturing                                   |
| 2006–2008 | Aad de Mos                                       |
| 2008–2008 | Hans Westerhof (bis Dez. 2008)                   |
| 2009–2010 | Theo Bos                                         |
| 2010–2011 | Albert Ferrer                                    |
| 2011–2012 | John van den Brom                                |
| 2012–2013 | Fred Rutten                                      |
| 2013–2016 | Peter Bosz                                       |
| 2016–2017 | Henk Fraser                                      |
| 2017–2019 | Leonid Slutsky                                   |
| 2019–2020 | Edward Sturing                                   |
| 2020–2022 | Thomas Letsch (bis Sept. 2022)                   |
| 2022      | Edward Sturing (von Sept. 2022 bis Okt. 2022)    |
| 2022      | Phillip Cocu (ab Okt. 2022)                      |

### Vitesses Präsidenten
(unvollständig)
- Kees Bakker
- Bert Roetert
- Karel Aalbers

### Spieler des Jahres
Seit 1990 wird jährlich der Vitesse-Spieler des Jahres geehrt. Erster Gewinner wurde der Rekordspieler und spätere Trainer von Arnheim Theo Bos. Erster ausländischer Profi, der die Auszeichnung erhielt, war 1998 der Grieche Nikos Machlas. Bis heute (Stand: 2014) wurden von sieben weitere Ausländer geehrt. Alle anderen Sieger waren Niederländer. Außerdem schaffte es bisher nur Piet Velthuizen, zweimal oder mehrmals gewählt zu werden.
| Saison    | Name                  |
| --------- | --------------------- |
| 1989/90   | Theo Bos              |
| 1990/91   | René Eijer            |
| 1991/92   | Martin Laamers        |
| 1992/93   | Phillip Cocu          |
| 1993/94   | Glenn Helder          |
| 1994/95   | Chris van der Weerden |
| 1995/96   | Arco Jochemsen        |
| 1996/97   | Edward Sturing        |
| 1997/98   | Nikos Machlas         |
| 1998/99   | Sander Westerveld     |
| 1999/2000 | Michel Kreek          |
| 2000/2001 | Victor Sikora         |
| 2001/2002 | Dejan Stefanović      |
| 2002/03   | Matthew Amoah         |
| 2003/04   | Nicky Hofs            |
| 2004/05   | Abubakari Yakubu      |
| 2005/06   | Youssouf Hersi        |
| 2006/07   | Danko Lazović         |
| 2007/08   | Piet Velthuizen       |
| 2008/09   | Paul Verhaegh         |
| 2009/10   | Piet Velthuizen       |
| 2010/11   | Slobodan Rajković     |
| 2011/12   | Alexander Büttner     |
| 2012/13   | Wilfried Bony         |
| 2013/14   | Christian Atsu        |

### Weitere Teams

#### Nachwuchsmannschaften
Die Nachwuchsmannschaften des Klubs sind in der Vitesse/AGOVV Fußball-Akademie organisiert. In dieser steht Vitesse Arnheim in Kooperation mit dem AGOVV Apeldoorn. Diese Fusion im Jugendbereich beider Mannschaften ist die erste dieser Art im niederländischen Fußball. Begründet wurde es am 17. August 2005. Die Akademie untersteht einer eigenen Organisation und ist für sich selbst verantwortlich. Es gibt eigene Vereinsfarben und Logos. Bekannte Spieler, die dort ausgebildet wurden, sind unter anderem:
- Rihairo Meulens
- Joey Snijders
- Genaro Snijders
- Ricky van Wolfswinkel
- Marco van Ginkel

Schon vor dieser Fusion mit Apeldoorn war Vitesse dafür bekannt, gute Spieler auszubilden. Im Laufe der vergangenen Jahre und Jahrzehnte spielten folgende Fußballer im Nachwuchsbereich für Arnheim:
- Matthew Amoah
- Michael Dingsdag
- Nicky Hofs
- Theo Janssen
- Erwin van de Looi
- Roy Makaay
- Erwin Mulder
- Riga Mustapha
- Remco van der Schaaf
- Stijn Schaars
- Peter Wisgerhof
- Mamadou Zongo